# Ленка Матейова
Ленка Матейова (словац. Lenka Matejová; нар. 26 січня 1990) — словацька борчиня вільного стилю, чемпіонкаа та бронзова призерка чемпіонатів Європи серед юніорів, срібна та бронзова призерка чемпіонатів Європи серед кадетів, срібна призерка Франкомовних ігор.

## Життєпис
Боротьбою почала займатися з 2000 року.
За першу збірну своєї країни виступала з 2007 по 2015 рік. Взяла участь у 3 чемпіонатах світу (найкращий результат — 14 місце на чемпіонаті світу з боротьби 2012 року), 5 чемпіонатах Європи (найкращий результат — 5 місце на чемпіонаті Європи з боротьби 2010 року), Європейських іграх 2015 року (14 місце).
Виступала за спортивний клуб «Дунайплавба» Братислава. Тренер — Агата Стржелчик (з 2014).

## Спортивні результати на міжнародних змаганнях

### Виступи на Чемпіонатах світу
| Змагання                        | Збірна     | Вагова категорія          | Місце |
| ------------------------------- | ---------- | ------------------------- | ----- |
| Чемпіонат світу з боротьби 2008 | Словаччина | жіноча боротьба, до 48 кг | 21    |
| Чемпіонат світу з боротьби 2011 | Словаччина | жіноча боротьба, до 48 кг | 21    |
| Чемпіонат світу з боротьби 2012 | Словаччина | жіноча боротьба, до 48 кг | 14    |

### Виступи на Чемпіонатах Європи
| Змагання                         | Збірна     | Вагова категорія          | Місце |
| -------------------------------- | ---------- | ------------------------- | ----- |
| Чемпіонат Європи з боротьби 2008 | Словаччина | жіноча боротьба, до 48 кг | 9     |
| Чемпіонат Європи з боротьби 2010 | Словаччина | жіноча боротьба, до 48 кг | 5     |
| Чемпіонат Європи з боротьби 2011 | Словаччина | жіноча боротьба, до 48 кг | 17    |
| Чемпіонат Європи з боротьби 2012 | Словаччина | жіноча боротьба, до 48 кг | 15    |
| Чемпіонат Європи з боротьби 2014 | Словаччина | жіноча боротьба, до 48 кг | 18    |

### Виступи на Європейських іграх
| Змагання              | Збірна     | Вагова категорія          | Місце |
| --------------------- | ---------- | ------------------------- | ----- |
| Європейські ігри 2015 | Словаччина | жіноча боротьба, до 48 кг | 14    |

### Виступи на Чемпіонатах світу серед студентів
| Змагання                                        | Збірна     | Вагова категорія          | Місце |
| ----------------------------------------------- | ---------- | ------------------------- | ----- |
| Чемпіонат світу з боротьби серед студентів 2010 | Словаччина | жіноча боротьба, до 48 кг | 5     |
| Чемпіонат світу з боротьби серед студентів 2014 | Словаччина | жіноча боротьба, до 48 кг | 10    |

### Виступи на Франкомовних іграх
| Змагання              | Збірна     | Вагова категорія          | Місце  |
| --------------------- | ---------- | ------------------------- | ------ |
| Франкомовні ігри 2013 | Словаччина | жіноча боротьба, до 48 кг | Срібло |

### Виступи на інших змаганнях
| Змагання                                                        | Збірна     | Вагова категорія          | Місце  |
| --------------------------------------------------------------- | ---------- | ------------------------- | ------ |
| Austrian Ladies Open 2008                                       | Словаччина | жіноча боротьба, до 48 кг | 8      |
| Олімпійський кваліфікаційний турнір з боротьби 2008 (Едмонтон)  | Словаччина | жіноча боротьба, до 48 кг | 10     |
| Олімпійський кваліфікаційний турнір з боротьби 2008 (Хапаранда) | Словаччина | жіноча боротьба, до 48 кг | 5      |
| Austrian Ladies Open 2009                                       | Словаччина | жіноча боротьба, до 48 кг | 13     |
| Гран-прі Німеччини з боротьби 2010                              | Словаччина | жіноча боротьба, до 48 кг | Срібло |
| Austrian Ladies Open 2010                                       | Словаччина | жіноча боротьба, до 48 кг | Срібло |
| Austrian Ladies Open 2011                                       | Словаччина | жіноча боротьба, до 48 кг | 8      |
| Гран-прі Іспанії з боротьби 2011                                | Словаччина | жіноча боротьба, до 48 кг | 8      |
| Відкритий чемпіонат Польщі з боротьби 2011                      | Словаччина | жіноча боротьба, до 48 кг | 12     |
| Турнір Яшара Догу 2012                                          | Словаччина | жіноча боротьба, до 48 кг | 8      |
| Олімпійський кваліфікаційний турнір з боротьби 2012 (Софія)     | Словаччина | жіноча боротьба, до 48 кг | 14     |
| Олімпійський кваліфікаційний турнір з боротьби 2012 (Гельсінкі) | Словаччина | жіноча боротьба, до 48 кг | 22     |
| Відкритий чемпіонат Польщі з боротьби 2012                      | Словаччина | жіноча боротьба, до 48 кг | 15     |
| Гран-прі Німеччини з боротьби 2013                              | Словаччина | жіноча боротьба, до 48 кг | 14     |
| Austrian Ladies Open 2013                                       | Словаччина | жіноча боротьба, до 48 кг | Срібло |
| Літня Універсіада 2013                                          | Словаччина | жіноча боротьба, до 48 кг | 14     |
| Flatz Open 2014                                                 | Словаччина | жіноча боротьба, до 48 кг | Золото |
| Klippan Lady Open 2014                                          | Словаччина | жіноча боротьба, до 48 кг | 18     |
| Гран-прі Німеччини з боротьби 2014                              | Словаччина | жіноча боротьба, до 48 кг | 5      |
| Турнір Дана Колова — Николи Петрова 2015                        | Словаччина | жіноча боротьба, до 48 кг | 10     |
| Гран-прі Німеччини з боротьби 2015                              | Словаччина | жіноча боротьба, до 48 кг | 18     |

### Виступи на змаганнях молодших вікових груп
| Змагання                                       | Збірна     | Вагова категорія          | Місце  |
| ---------------------------------------------- | ---------- | ------------------------- | ------ |
| Чемпіонат Європи з боротьби серед кадетів 2005 | Словаччина | жіноча боротьба, до 43 кг | Бронза |
| Чемпіонат Європи з боротьби серед кадетів 2006 | Словаччина | жіноча боротьба, до 46 кг | 7      |
| Чемпіонат Європи з боротьби серед кадетів 2007 | Словаччина | жіноча боротьба, до 46 кг | Срібло |
| Чемпіонат Європи з боротьби серед юніорів 2007 | Словаччина | жіноча боротьба, до 48 кг | 5      |
| Чемпіонат світу з боротьби серед юніорів 2007  | Словаччина | жіноча боротьба, до 48 кг | 7      |
| Чемпіонат Європи з боротьби серед юніорів 2008 | Словаччина | жіноча боротьба, до 48 кг | 5      |
| Чемпіонат світу з боротьби серед юніорів 2008  | Словаччина | жіноча боротьба, до 48 кг | 5      |
| Чемпіонат Європи з боротьби серед юніорів 2009 | Словаччина | жіноча боротьба, до 44 кг | Золото |
| Чемпіонат світу з боротьби серед юніорів 2009  | Словаччина | жіноча боротьба, до 44 кг | 15     |
| Чемпіонат Європи з боротьби серед юніорів 2010 | Словаччина | жіноча боротьба, до 48 кг | Бронза |
| Чемпіонат світу з боротьби серед юніорів 2010  | Словаччина | жіноча боротьба, до 48 кг | 5      |